# Aerotécnica AC-14
L'Aerotécnica AC-14 est un hélicoptère utilitaire léger espagnol des années 1950.

## Origine
À partir de l'Aérotécnica AC-13A Jean Cantinieau dessina un utilitaire cinq places, destiné au transport mais aussi au travail agricole ou au transport sanitaire. Le prototype fut réalisé à partir d’un des deux prototypes AC-13A, la cabine étant allongée vers l’arrière pour recevoir deux sièges supplémentaires et la turbine remplacée par une Turboméca Artouste IIB de 400 ch.

## Développement
Construit par ENHASA, le prototype a effectué son premier vol le 16 juillet 1957 et 10 exemplaires furent commandés avec la désignation militaire Z.4 pour l’Ejercito del Aire. Mais les Bell 47, disponibles en quantité depuis la fin de la guerre de Corée, étaient bien plus économiques et le gouvernement espagnol retira son soutien au programme. 6 AC-14 seulement semblent avoir été achevés et Aerotécnica fut mis en liquidation en 1962. 
Comme les AC-12 les AC-14 furent réformés en 1967, mais un exemplaire [Z.4-6] est conservé au Museo del Aire de Cuarto Vientos, Madrid.

## Sources
- (en) R. W. Simpson, Airlife's Helicopters and Rotorcraft, Ramsbury, Airlife Publishing, 1998 (ISBN 1853109681)